# Theodoor Rutgers van der Loeff
Theodoor Rutgers van der Loeff (Zutphen, 21 augustus 1846 - Paterswolde, 3 september 1917) was een Nederlandse burgemeester.

## Leven en werk
Rutgers van der Loeff, lid van de familie Van der Loeff, was een zoon van de predikant dr. Abraham Rutgers van der Loeff en Romelia van der Tuuk. Zijn loopbaan begon hij in het leger, als eerste luitenant bij de infanterie. In 1890 werd hij benoemd tot burgemeester van het Drentse de Wijk. Drie jaar later, in september 1893, werd hij burgemeester van Zuidlaren. In 1902 werd hem ontslag verleend als burgemeester van Zuidlaren. Na zijn burgemeesterschap was hij onder meer districtsschoolopziener, voorzitter van de gezondheidsraad in Drenthe en commissaris bij een levensverzekeringsbedrijf. Rutgers van der Loeff was Officier in de Orde van Oranje-Nassau.
Rutgers van der Loeff trouwde op 17 december 1885 te Leiden met Aleida Gesina Offerhaus, dochter van de theoloog en hoogleraar prof. dr Johannes Offerhaus en Maria Johanna Doornbos.